# Антибиограма
Антибиограмата това е резултатът от лабораторно изследване за чувствителността на изолиран бактериален щам към различни антибиотици. В клиничната практика, антибиотиците най-често се предписват въз основа на общите насоки и знания за чувствителността: например неусложнени инфекции на пикочните пътища могат да бъдат лекувани с първо поколение хинолони и др. Въпреки това, за много бактерии е известно, че са устойчиви на няколко класа антибиотици, и лечението не е толкова лесно. Това важи особено за случаите на по-уязвими пациенти, каквито са например пациентите в интензивни отделения.